# Ловско
Ловско (болг. Ловско) — село в Болгарии. Находится в Разградской области, входит в общину Лозница. Население составляет 665 человек.

## Политическая ситуация
В местном кметстве Ловско, в состав которого входит Ловско, должность кмета (старосты) исполняет Хасан Сейханов Хасанов (Движение за права и свободы (ДПС)) по результатам выборов правления кметства.
Кмет (мэр) общины Лозница — Айхан Мустафов Хашимов (ДПС) по результатам выборов в правление общины.